# Miches
Miches is een gemeente aan de noordoostkust van de Dominicaanse Republiek, in de provincie El Seibo.
Miches is rond 1808 ontstaan en heeft 21.700 inwoners. Er bevindt zich een beschermd natuurgebied (area protegida) Lagunas Redonda y Limón, 32km², UICN-categorie IV, biotoop.

## Bestuurlijke indeling
De gemeente bestaat uit drie gemeentedistricten (distrito municipal):
El Cedro, La Gina en Miches.